# مدار ۴۱ درجه شمالی
مدار ۴۱ درجه شمالی، دایره‌ای از عرض جغرافیایی است که در ۴۱ درجهٔ شمالی خط استوا قرار دارد.

## گذر از مناطق
از نصف‌النهار مبدأ شروع می‌شود و به سمت مشرق ۴۱ درجه شمالی از موارد زیر گذر می‌کند:
| مختصات‌ها                                             | کشور، قلمرو یا دریا | توضیحات |
| ---------------------------------------------------- | ------------------- | --- |
| ۴۱°۰′ شمالی ۰°۰′ شرقی / ۴۱٫۰۰۰°شمالی ۰٫۰۰۰°شرقی      | اسپانیا             | |
| ۴۱°۰′ شمالی ۰°۵۶′ شرقی / ۴۱٫۰۰۰°شمالی ۰٫۹۳۳°شرقی     | مدیترانه            | |
| ۴۱°۰′ شمالی ۸°۱۳′ شرقی / ۴۱٫۰۰۰°شمالی ۸٫۲۱۷°شرقی     | ایتالیا             | جزیرهٔ Asinara |
| ۴۱°۰′ شمالی ۸°۱۶′ شرقی / ۴۱٫۰۰۰°شمالی ۸٫۲۶۷°شرقی     | مدیترانه            | Gulf of Asinara |
| ۴۱°۰′ شمالی ۸°۵۲′ شرقی / ۴۱٫۰۰۰°شمالی ۸٫۸۶۷°شرقی     | ایتالیا             | جزیرهٔ ساردنی |
| ۴۱°۰′ شمالی ۹°۳۹′ شرقی / ۴۱٫۰۰۰°شمالی ۹٫۶۵۰°شرقی     | مدیترانه            | دریای تیرنی - گذرکردن از شمال Pontine Islands, ایتالیا |
| ۴۱°۰′ شمالی ۱۳°۵۷′ شرقی / ۴۱٫۰۰۰°شمالی ۱۳٫۹۵۰°شرقی   | ایتالیا             | |
| ۴۱°۰′ شمالی ۱۷°۱۲′ شرقی / ۴۱٫۰۰۰°شمالی ۱۷٫۲۰۰°شرقی   | دریای آدریاتیک      | |
| ۴۱°۰′ شمالی ۱۹°۲۸′ شرقی / ۴۱٫۰۰۰°شمالی ۱۹٫۴۶۷°شرقی   | آلبانی              | The border with Macedonia is in دریاچه اوهرید |
| ۴۱°۰′ شمالی ۲۰°۴۲′ شرقی / ۴۱٫۰۰۰°شمالی ۲۰٫۷۰۰°شرقی   | مقدونیه شمالی       | |
| ۴۱°۰′ شمالی ۲۱°۵۱′ شرقی / ۴۱٫۰۰۰°شمالی ۲۱٫۸۵۰°شرقی   | یونان               | |
| ۴۱°۰′ شمالی ۲۶°۲۰′ شرقی / ۴۱٫۰۰۰°شمالی ۲۶٫۳۳۳°شرقی   | ترکیه               | عبور کردن از دریای مرمره, و از میان استانبول |
| ۴۱°۰′ شمالی ۳۷°۵۲′ شرقی / ۴۱٫۰۰۰°شمالی ۳۷٫۸۶۷°شرقی   | دریای سیاه          | |
| ۴۱°۰′ شمالی ۳۸°۴۷′ شرقی / ۴۱٫۰۰۰°شمالی ۳۸٫۷۸۳°شرقی   | ترکیه               | |
| ۴۱°۰′ شمالی ۳۹°۴۶′ شرقی / ۴۱٫۰۰۰°شمالی ۳۹٫۷۶۷°شرقی   | دریای سیاه          | |
| ۴۱°۰′ شمالی ۴۰°۲۰′ شرقی / ۴۱٫۰۰۰°شمالی ۴۰٫۳۳۳°شرقی   | ترکیه               | |
| ۴۱°۰′ شمالی ۴۳°۳۲′ شرقی / ۴۱٫۰۰۰°شمالی ۴۳٫۵۳۳°شرقی   | ارمنستان            | |
| ۴۱°۰′ شمالی ۴۵°۱۰′ شرقی / ۴۱٫۰۰۰°شمالی ۴۵٫۱۶۷°شرقی   | جمهوری آذربایجان    | برخودارلی برون‌بوم |
| ۴۱°۰′ شمالی ۴۵°۱۳′ شرقی / ۴۱٫۰۰۰°شمالی ۴۵٫۲۱۷°شرقی   | ارمنستان            | |
| ۴۱°۰′ شمالی ۴۵°۲۴′ شرقی / ۴۱٫۰۰۰°شمالی ۴۵٫۴۰۰°شرقی   | جمهوری آذربایجان    | |
| ۴۱°۰′ شمالی ۴۹°۱۳′ شرقی / ۴۱٫۰۰۰°شمالی ۴۹٫۲۱۷°شرقی   | دریای خزر           | |
| ۴۱°۰′ شمالی ۵۲°۵۷′ شرقی / ۴۱٫۰۰۰°شمالی ۵۲٫۹۵۰°شرقی   | ترکمنستان           | |
| ۴۱°۰′ شمالی ۶۱°۵۸′ شرقی / ۴۱٫۰۰۰°شمالی ۶۱٫۹۶۷°شرقی   | ازبکستان            | |
| ۴۱°۰′ شمالی ۶۸°۴′ شرقی / ۴۱٫۰۰۰°شمالی ۶۸٫۰۶۷°شرقی    | قزاقستان            | |
| ۴۱°۰′ شمالی ۶۸°۳۱′ شرقی / ۴۱٫۰۰۰°شمالی ۶۸٫۵۱۷°شرقی   | ازبکستان            | حدود 7 km |
| ۴۱°۰′ شمالی ۶۸°۳۶′ شرقی / ۴۱٫۰۰۰°شمالی ۶۸٫۶۰۰°شرقی   | قزاقستان            | حدود 12 km |
| ۴۱°۰′ شمالی ۶۸°۴۵′ شرقی / ۴۱٫۰۰۰°شمالی ۶۸٫۷۵۰°شرقی   | ازبکستان            | |
| ۴۱°۰′ شمالی ۷۰°۲۴′ شرقی / ۴۱٫۰۰۰°شمالی ۷۰٫۴۰۰°شرقی   | تاجیکستان           | حدود 10 km |
| ۴۱°۰′ شمالی ۷۰°۳۱′ شرقی / ۴۱٫۰۰۰°شمالی ۷۰٫۵۱۷°شرقی   | ازبکستان            | |
| ۴۱°۰′ شمالی ۷۲°۳۰′ شرقی / ۴۱٫۰۰۰°شمالی ۷۲٫۵۰۰°شرقی   | قرقیزستان           | |
| ۴۱°۰′ شمالی ۷۶°۵۰′ شرقی / ۴۱٫۰۰۰°شمالی ۷۶٫۸۳۳°شرقی   | چین                 | سین‌کیانگ |
| ۴۱°۰′ شمالی ۷۷°۳۰′ شرقی / ۴۱٫۰۰۰°شمالی ۷۷٫۵۰۰°شرقی   | قرقیزستان           | حدود 7 km |
| ۴۱°۰′ شمالی ۷۷°۳۵′ شرقی / ۴۱٫۰۰۰°شمالی ۷۷٫۵۸۳°شرقی   | چین                 | Xinjiang گانسو مغولستان داخلی — passing about 20 km شمال هوهوت هبئی پکن - حدود 7 km Hebei لیائونینگ جی‌لین                                                               |
| ۴۱°۰′ شمالی ۱۲۶°۵′ شرقی / ۴۱٫۰۰۰°شمالی ۱۲۶٫۰۸۳°شرقی  | کره شمالی           | |
| ۴۱°۰′ شمالی ۱۲۹°۴۳′ شرقی / ۴۱٫۰۰۰°شمالی ۱۲۹٫۷۱۷°شرقی | دریای ژاپن          | |
| ۴۱°۰′ شمالی ۱۴۰°۱۹′ شرقی / ۴۱٫۰۰۰°شمالی ۱۴۰٫۳۱۷°شرقی | ژاپن                | جزیرهٔ هونشو — استان آئوموری |
| ۴۱°۰′ شمالی ۱۴۱°۲۳′ شرقی / ۴۱٫۰۰۰°شمالی ۱۴۱٫۳۸۳°شرقی | اقیانوس آرام        | |
| ۴۱°۰′ شمالی ۱۲۴°۷′ غربی / ۴۱٫۰۰۰°شمالی ۱۲۴٫۱۱۷°غربی  | ایالات متحده آمریکا | کالیفرنیا نوادا یوتا وایومینگ / Utah border Wyoming / کلرادو border نبراسکا / Colorado border Nebraska آیووا ایلی‌نوی ایندیانا اوهایو پنسیلوانیا نیوجرسی نیویورک (ایالت) |
| ۴۱°۰′ شمالی ۷۳°۳۹′ غربی / ۴۱٫۰۰۰°شمالی ۷۳٫۶۵۰°غربی   | لانگ‌آیلند           | |
| ۴۱°۰′ شمالی ۷۲°۳۵′ غربی / ۴۱٫۰۰۰°شمالی ۷۲٫۵۸۳°غربی   | ایالات متحده آمریکا | New York - لانگ‌آیلند |
| ۴۱°۰′ شمالی ۷۲°۰′ غربی / ۴۱٫۰۰۰°شمالی ۷۲٫۰۰۰°غربی    | اقیانوس اطلس        | |
| ۴۱°۰′ شمالی ۸°۳۹′ غربی / ۴۱٫۰۰۰°شمالی ۸٫۶۵۰°غربی     | پرتغال              | |
| ۴۱°۰′ شمالی ۶°۵۴′ غربی / ۴۱٫۰۰۰°شمالی ۶٫۹۰۰°غربی     | اسپانیا             | |